# Roman Galar
Roman Bolesław Galar (ur. 16 lipca 1944 w Żywcu) – polski biocybernetyk i informatyk, profesor Politechniki Wrocławskiej, taternik i grotołaz.

## Życiorys
Jest synem Romana (1898–1984) i Heleny (1908–2002) z domu Grochockiej. Egzamin maturalny zdał w I Liceum Ogólnokształcącym im. Mikołaja Kopernika w Żywcu w 1962. W 1968 ukończył studia na Wydziale Elektroniki Politechniki Wrocławskiej. Doktorat otrzymał w 1974 w Instytucie Cybernetyki Technicznej Politechniki Wrocławskiej na podstawie pracy na temat optymalizacji parametrycznej. Był uczniem prof. Zygmunta Szparkowskiego. Stopień naukowy doktora habilitowanego na podstawie pracy Miękka selekcja w losowej adaptacji globalnej w R. Próba biocybernetycznego ujęcia rozwoju uzyskał w 1992 w Instytucie Biocybernetyki i Inżynierii Biomedycznej im. Macieja Nałęcza PAN w Warszawie. Był pracownikiem Zakładu Automatyki i Modelowania w Instytucie Informatyki, Automatyki i Robotyki Politechniki Wrocławskiej. Stanowisko profesora nadzwyczajnego w Politechnice Wrocławskiej uzyskał w 1996.

## Działalność naukowa
Zajmuje się procesami adaptacyjnymi bazującymi na modelach ewolucyjnych w odniesieniu do optymalizacji komputerowej, a także do interpretacji i zarządzania innowacyjnymi procesami rozwoju technologicznego, kulturowego i regionalnego. Jest autorem lub współautorem ponad 150 publikacji, w tym strategii rozwoju Dolnego Śląska i Wrocławia oraz planu rozwoju Politechniki Wrocławskiej. Zajmował się prognozą rozwoju Polski i Europy. Analizował przyczyny kryzysu związanego z brakiem innowacyjności i potrzebą oparcia gospodarki na wiedzy i wynalazkach. Dyskutował problemy kształcenia i organizacji szkolnictwa wyższego.
W latach 2003–2011 był zastępcą sekretarza generalnego Wrocławskiego Towarzystwa Naukowego. Jest członkiem Polskiego Towarzystwa Współpracy z Klubem Rzymskim, Komitetu Prognoz „Polska 2000 Plus” przy Prezydium PAN i Komisji Kultur Europejskich oddziału PAN we Wrocławiu. Jest członkiem rady wydawniczej czasopisma „Systems”. W 2015 został odznaczony Medalem Komisji Edukacji Narodowej, a w 2018  został wyróżniony tytułem Lwa Politechniki Wrocławskiej.

## Inne informacje

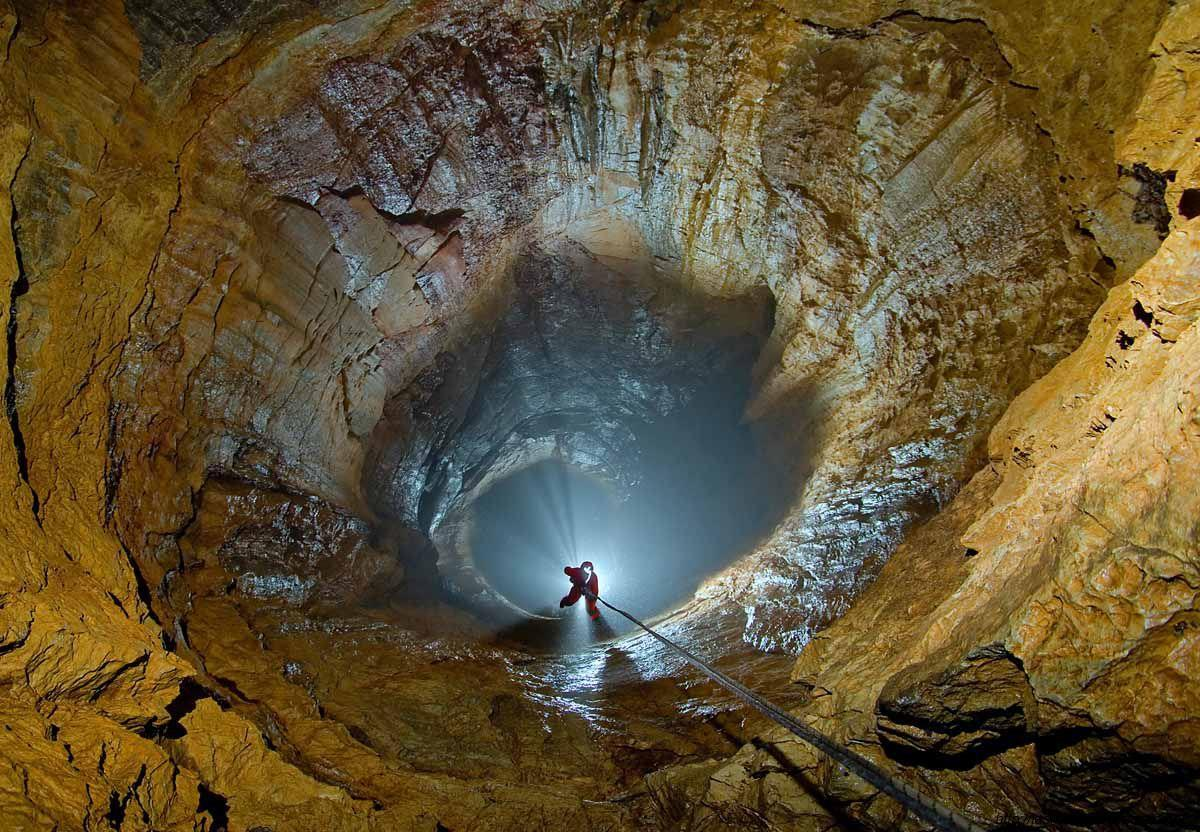
Wielka Studnia o głębokości 66 m w Jaskini Śnieżnej w Tatrach

Był członkiem i uczestnikiem wypraw jaskiniowych wrocławskiej Sekcji Grotołazów. Prezesem Sekcji był w kadencji 1968–1969. Na przełomie grudnia 1968 i stycznia 1969 wziął udział w wyprawie kierowanej przez Bernarda Uchmańskiego na dno (wówczas -640 m) Jaskini Śnieżnej. Członkami wyprawy byli także Jerzy Masełko, Andrzej Ostromęcki, Kazimierz Piotrowski, Norbert Pospieszny i Marek Trzeciakowski. Wyprawa wyszła z jaskini bez korzystania z lin i drabinek, co było rekordem świata w tej konkurencji. Członkowie wyprawy zostali odznaczeni Medalami za Wybitne Osiągnięcia Sportowe.